# Фомка-дурачок
«Фомка-дурачок» ― одноактная опера русского композитора Антона Рубинштейна на либретто Михаила Ларионовича Михайлова. Первое и единственное представление оперы состоялось в 1853 году. 

## История написания
«Фомка-дурачок» стала второй оперой Антона Рубинштейна, которая была представлена на сцене. Рубинштейн написал музыку к ней, а также к «Сибирским охотникам» и «Мести» по заказу великой княгини Елены Павловны. Первое (и последнее) выступление было состоялось 12 мая 1853 года [30 апреля по старому стилю] в Александринском театре в Санкт-Петербурге. Главную роль исполнил Лев Леонов, сын ирландского пианиста Джона Филда . 
Представление, по всей видимости, прошло катастрофически. Так, сам композитор писал: «Она была исполнена так, что я собрал все свои вещи и больше не собираюсь отдавать свои работы для исполнения на русской сцене... [Исполнители] упускали такт, играли раньше, чем нужно, забывали свои партии...». На следующий день после представления Рубинштейн пришёл к руководству театра и настоял, чтобы его партитуру возвратили ему. Неудачное представление послужило одной из причин отъезда Рубинштейна из России. Композитор на некоторое время покинул страну в поисках работы в Западной Европе. Известно, что он предлагал партитуру Францу Листу для её исполнения в Веймаре в 1854 году. Однако позднее она, по всей видимости, была утрачена. 

## Роли
| Роль                        | Голос   | Исполнитель             |
| --------------------------- | ------- | ----------------------- |
| Мирон, деревенский староста |         | Живов                   |
| Анюшка, его дочь            | сопрано | Эмилия Лилеева          |
| Федор, её жених             | тенор   | Павел Булахов           |
| Фомка-дурак                 | тенор   | Лев Леонов              |
| Пантелей                    | баритон | Семён Гулак-Артемовский |
| Степанова, сваха            | сопрано | Мария Леонова           |